# Liste der Naturdenkmale in Münster-Sarmsheim
Die Liste der Naturdenkmale in Münster-Sarmsheim nennt die im Gemeindegebiet von Münster-Sarmsheim ausgewiesenen Naturdenkmale (Stand 1. Mai 2024).

## Naturdenkmale
| Nr.         | Bezeichnung                      | Lage                                                  | Beschreibung | Bild                                    |
| ----------- | -------------------------------- | ----------------------------------------------------- | --- | --------------------------------------- |
| ND-7339-016 | Speierling am Hasenkopf          | nordwestlich des Ortes; Flur In den Wasseräckern Lage | Sorbus domestica | Direkt Bild zu diesem Denkmal hochladen |
| ND-7339-089 | Schieferfelsen und Stumpfer Turm | nördlich des Ortes, gegenüber Rheinstraße 2 Lage      | Schieferfelsen und Turmruine | Fotos hochladen                         |
| ND-7339-090 | Friedersberg                     | westlich des Ortes; Flur Auf dem Atzkopf Lage         | flachgründige Felsengruppen mit wärmeliebendem Bewuchs; flächenhaftes Naturdenkmal, ca. 0,4 ha                                                       | Direkt Bild zu diesem Denkmal hochladen |
| ND-7133-418 | Eierfelsen im Trollbachtal       | südlich des Ortes; Flur Mühlenberg Lage               | eiförmiger Bergrücken aus kalkreicher Schlammbrekzie aus dem Rotliegenden; flächenhaftes Naturdenkmal, sechs Teilflächen; teilweise auch zu Dorsheim | Direkt Bild zu diesem Denkmal hochladen |